# Radio y Televisión de Andorra
Ràdio i Televisió d’Andorra, S.A. (RTVA; en español: Radio y Televisión de Andorra) es la empresa de radiodifusión pública del Principado de Andorra. Fue fundada en 2000 y actualmente gestiona un canal de televisión, dos emisoras de radio y un sitio web. Es miembro de la Unión Europea de Radiodifusión desde 2003.

## Historia

### Antecedentes: Radio Andorra y Sud Radio
La primera radio que existió en el principado fue Radio Andorra, una emisora de onda media fundada en 1939 por el francés Jacques Trémoulet y abierta hasta 1981. Gracias a la neutralidad andorrana durante la Segunda Guerra Mundial, fue la única radio privada en francés que transmitió durante el conflicto sin estar controlada por Francia ni Alemania, popularizando su identificación «Aquí Radio Andorra».
En 1961 las autoridades andorranas otorgaron dos concesiones de radio. Sus beneficiarios fueron Francia, a través de la empresa pública SOFIRAD (Sud Radio); y España, a través de la también pública EIRASA, que cedió los derechos de explotación a Jacques Trémoulet durante veinte años (Radio Andorra). De esta forma, Andorra establecía la «paz radiofónica» con sus dos países vecinos. Esta situación se mantuvo hasta el 26 de marzo de 1981, cuando el Consejo General de los Valles no renovó ninguna de las dos licencias y se interesó en nacionalizar la radiodifusión cuando fuera posible. SOFIRAD se privatizó y su emisora fue trasladada a Toulouse. Radio Andorra, por su parte, dejó de ser explotada por los herederos de Trémoulet y por el estado español, lo que provocó su desaparición.

### ENAR
El primer intento por conformar una radiodifusión pública andorrana se inició el 10 de febrero de 1983 con la creación de la Entidad Nacional Andorrana de Radiodifusión (ENAR). El objetivo de la ENAR era regular la radiodifusión en el país, gestionar las frecuencias de radio y planificar unas futuras emisiones de televisión.
El 16 de marzo de 1983, Sud Radio volvió a emetir desde Andorra. La frecuencia de "Sud Ràdio Andorra" estaba cogestionada por Gestival, una filial de la SOFIRAD (Francia), y por la ENAR. Esta situación obligaba a la emisora a emitir unas palabras de saludo y despedida en catalán.
En octubre de 1983, durante la Feria de Andorra la Vieja, se realizaron experiencias radiofónicas en FM de la emisora "Andorra FM".
En 1984, entre el 4 de enero y el 7 de abril, se relanzó Radio Andorra. No obstante, el intento fracasó a pesar de que en 1985 Catalunya Ràdio SRG proyectó adquirir y reabrir Radio Andorra y, además, realizar desconexiones de la emisora principal para Andorra.
En julio de 1984, durante la Fiesta Mayor de San Julián de Loria, a iniciativa del "Grup de Jovent de Sant Julià", se realizó otra experiencia radiofónica en FM: "Ràdio Lliure", que emitía en el 100.0 de l'FM.
Tras estas experiencias, Ràdio Valira comenzó a emitir en 1986 y Sud Radio dejó el Principado el 31 de agosto de 1987. Aparte de Ràdio Valira, no hubo ninguna emisora nacional más hasta la creación de Ràdio Andorra en 1990, esta vez como emisora pública.

### Experiencias televisivas
Entre 1986 y 1991, de manera intermitente, se emitió "Tele-Fira Andorra" por el canal 52 de UHF. Con el paso de los años, las emisiones fueron perfeccionandose, los días de emisión (dentro del período ferial) se incrementaron, y la programación del canal incluyó el informativo "Fira Notícies", entrevistas, el programa de debate "Taula Oberta", magacines, concursos, reportajes, películas y un programa de cámara oculta producido en el Principado. Además, también se emitían anuncios en catalán, en castellano o en castellano subtitulados en catalán, algunos de producción andorrana. La emisión se cerraba con imágenes del Principado y el himno andorrano.
El canal emitió como "Antena 7 Televisió Andorra" entre el 23 y el 26 de octubre de 1986 y entre el 23 y el 27 de octubre de 1987, y como "Tele-Fira Andorra" entre el 24 y el 28 de octubre de 1988, entre el 20 y el 30 de octubre de 1989, entre el 21 de octubre y el 3 de noviembre de 1990, y a finales de octubre de 1991. La última emisión de Tele-Fira Andorra, en 1991, se realizó cuando ya estaba en marcha, de manera intermitente, el canal nacional Televisió d'Andorra, que también emitía en eventos muy especiales, aunque para la feria de aquel año no emitía y la programación se confió a "Tele-Fira Andorra" por última vez.
Con el éxito de "Tele-Fira Andorra", también se decidió producir un canal durant la Fiesta Mayor de Andorra la Vieja, "Tele-Festa Major", que emetió por el canal 63 de UHF entre el 1 y el 9 de agosto de 1989 y entre el 3 y el 6 de agosto de 1990.
Además, en 1987, entre el 9 de febrero y el 3 de marzo, se emitió el canal "Antena 7 Televisió Andorra". La cadena emitía desde el Hotel Andria de Seo de Urgel a través del canal 29 de UHF (frecuencia de TV3 en el Pirineo) a las horas en que Televisión de Cataluña no emitía programación. Así, "Antena 7 Televisió Andorra" emitía una hora diaria de programación de lunes a viernes por las mañanas, entre las 8:00 h y las 9:00 h, y la reemitía en las madrugadas entre las 0:00 h y la 1:00 h. Los lunes se programaban espacios deportivos, las entrevistas se programaban de martes a jueves, mientras que los vierned se emitía la agenda deportiva de la semana siguiente.

### ORTA y RTVA
El 12 de octubre de 1989, el Consejo General andorrano creó el Organismo de Radio y Televisión de Andorra (ORTA), una empresa con personalidad jurídica propia que se encargaría de la radiotelevisión nacional, definida como «servicio público esencial para la comunidad». Su primera emisora, Ràdio Andorra, comenzó a emitir en pruebas el 8 de septiembre de 1990 y se hizo regular a partir del 1 de enero de 1991. Toda su programación sería en catalán, el idioma oficial del país pirenaico. Al principio, emitía desde los estudios de la antigua Sud Radio en Andorra, utilizando el indicativo Ràdio Andorra, la ràdio nacional d'Andorra.
Además, en honor a la otra emisora histórica del país, se puso en marcha una segunda emisora pública llamada Ràdio de les Valls, que no tuvo continuidad.
Hubo pruebas de la Televisió d'Andorra (TVA) a partir del 1 de enero de 1991 a través del canal 63 de UHF, pero el canal no se puso en marcha hasta el 4 de diciembre de 1995 con el nacimiento de Andorra Televisió (ATV), que en sus primeros años emitió en desconexión a través de la frecuencia del Canal 33 de Cataluña y después obtuvo su propio canal. Inicialmente se encargó la producción de sus programas, en su mayoría informativos, a la productora privada «Antena 7 TV». Sin embargo, en febrero de 1997 la responsabilidad de la programación fue transferida al ORTA.
En 1994 comenzó a emitir la segunda emisora de radio del ORTA bajo el nombre Andorra Música.
La cobertura técnica de la radio y televisión se ha hecho, desde sus inicios, a través de las redes, enlaces e instalaciones del Servicio de Telecomunicaciones de Andorra (STA; Servei de Telecomunicacions d'Andorra, actual Andorra Telecom). Esta empresa pública de comunicaciones es propietaria de todas las instalaciones y equipos de alta frecuencia andorranos.
El 13 de abril de 2000 desapareció la ORTA y su espacio fue ocupado por la sociedad pública Radio y Televisión de Andorra, S.A. (RTVA, SA; Ràdio i Televisió d'Andorra). Igualmente, la ley estableció la creación del Consejo Audiovisual Andorrano, organismo asesor y consultor del gobierno, y de la sociedad de gestión de RTVA. Esa misma década el gobierno andorrano tuvo que reestructurar la empresa por problemas financieros.
Andorra ingresó en la Unión Europea de Radiodifusión en 2003, debutó en el Festival de la Canción de Eurovisión en 2004 y se mantuvo en el certamen hasta 2010, cuando se retiró por problemas económicos. En ninguna de sus seis participaciones logró clasificarse para la final.

## Organización
Ràdio i Televisió d'Andorra es una sociedad anónima controlada por el Gobierno de Andorra. Su sede central se encuentra en Andorra la Vieja, en la calle Baixada del Molí, 24.
La legislación especifica que el ente público ha de cumplir los siguientes objetivos:
- Respetar los principios establecidos en la Constitución y los derechos y las libertades que se reconocen y garantizan en ella.
- La objetividad, la veracidad y la imparcialidad de las informaciones.
- El respeto al derecho al honor, la intimidad personal y familiar y a la propia imagen.
- El respeto al pluralismo político, cultural y social.
- La promoción de la lengua catalana, así como la ejecución de la misión cultural, educativa y social propia de Andorra.
- El respeto y la atención especial a la juventud y a la infancia, tanto en el tratamiento de los contenidos como en la programación general.
- El respeto a los principios de igualdad y de no-discriminación por razón de nacimiento, de raza, de sexo o cualquier otra circunstancia personal o social.

RTVA es miembro activo de la Unión Europea de Radiodifusión desde 2003. Además colabora en la plataforma de distribución de programas Xip/TV, perteneciente a la red de televisiones locales de Cataluña.

## Servicios

### Radio
- Radio Nacional de Andorra (RNA): Es la emisora pública del Principado de Andorra. Su programación es generalista, con espacios informativos. Comenzó sus emisiones el 8 de septiembre de 1990.

- Andorra Música (AM): Radiofórmula musical.

Ambas señales emiten en frecuencia modulada. La señal digital (DAB) funcionó durante unos años pero actualmente se encuentra desactivada y sin emisión. Andorra tampoco tiene radio internacional.

### Televisión
- Andorra Televisión (ATV): Canal de televisión nacional de Andorra. Su programación es generalista y dirigida a todos los públicos. Comenzó a emitir el 5 de diciembre de 1995.

### Internet
RTVA dispone de un portal web desde noviembre de 2007. Este fue renovado en septiembre de 2013 para convertirlo en un servicio multimedia, bajo el nombre de Andorra Difusió.
- Estos medios pueden verse y oírse en TDT y FM en las comarcas de la Provincia de Lérida de Alto Urgel, Baja Cerdaña y Pallars Sobirá.